# 질 스폰지
질 스폰지는 피임 기구로 성관계 전에 질 안으로 밀어넣어서 자궁경부에 장착하는 기구이다. 스폰지에는 살정제가 들어 있어 질 속으로 들어오는 정자를 죽이며, 장착하고 나서는 성관계 여부와 상관없이 효과가 12~24시간 정도 지속된다.